# Ángel García Díaz

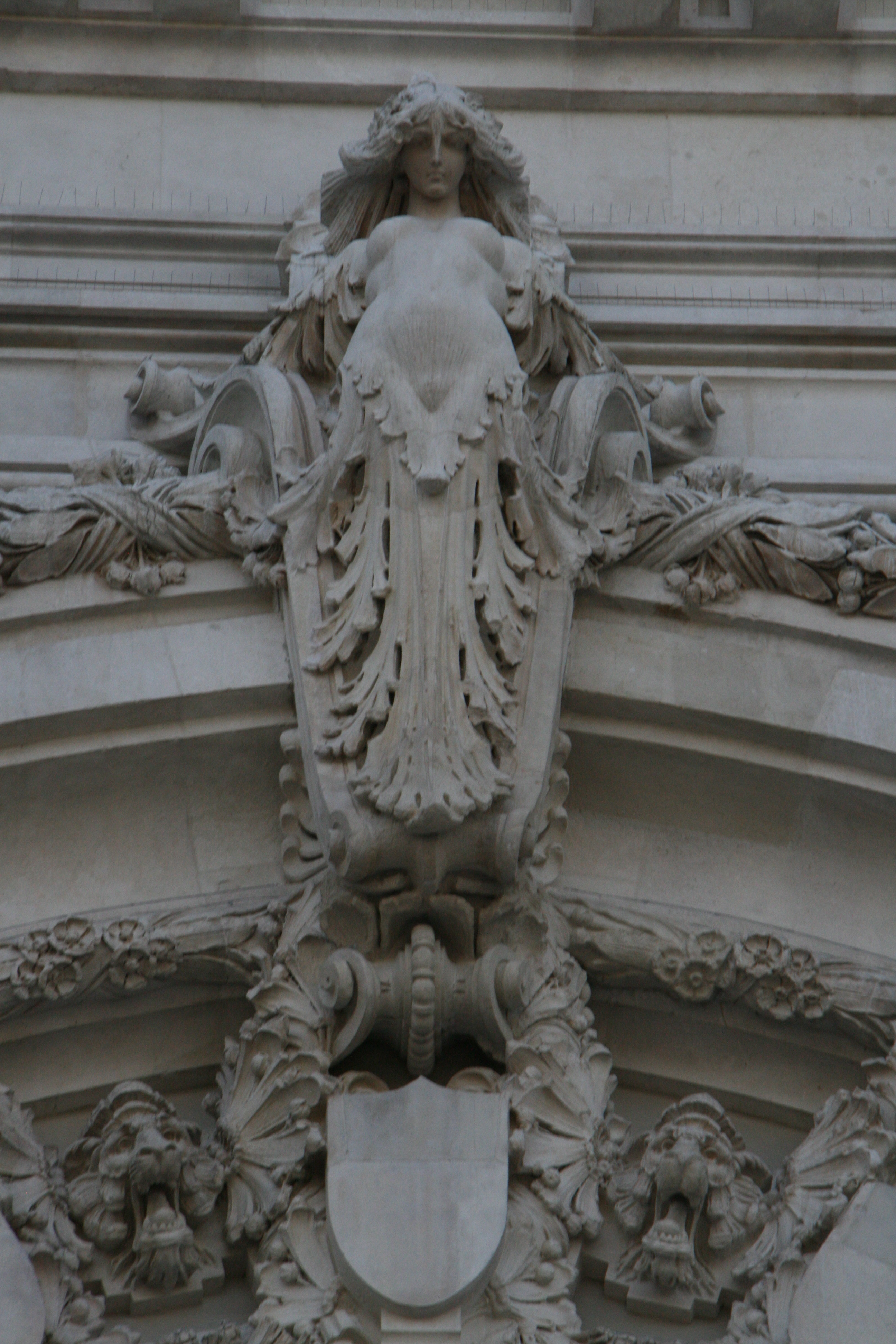
Mascarón en la entrada del Palacio de Comunicaciones de Madrid.

Ángel García Díaz (Madrid, 19 de diciembre de 1873 - 15 de julio de 1954) fue un escultor español con diversas colaboraciones en las fachadas de diversos edificios madrileños. Es conocido por su colaboración con los arquitectos Antonio Palacios y Julio Martínez-Zapata.

## Biografía
Destacó desde muy joven en su habilidad escultórica y pronto realizó viajes por Roma y París, con la beca Piquer, en un total de cinco años, desde entre 1900 y 1905. Estudió escultura en la Academia de San Fernando y fue alumno de Francisco Bellver y Collazos. Hizo sus primeros trabajos en el taller de damasquinado de Eusebio Zuloaga. Ganó premios en la Exposición Universal de Barcelona (1888), lugar donde comenzó a ser reconocido. 
El arquitecto Ricardo Velázquez Bosco (gracias a él realizó obras en Guadalajara) le presentó a Antonio Palacios, estableciendo a partir de este instante una fructífera colaboración entre ambos. En el año 1909 construyó su propia vivienda y taller de escultura, según el proyecto arquitectónico de su amigo Antonio Palacios, ubicado en la esquina de la calle Ríos Rosas con Alonso Cano. Este edificio, junto con el estudio, fue derribado completamente tras la Guerra Civil. Su tamaño rivalizaba en superficie con el de Mariano Benlliure, convecino de Madrid por aquella época. En 1929 murió su mujer y disminuyeron los pedidos.

## Obra

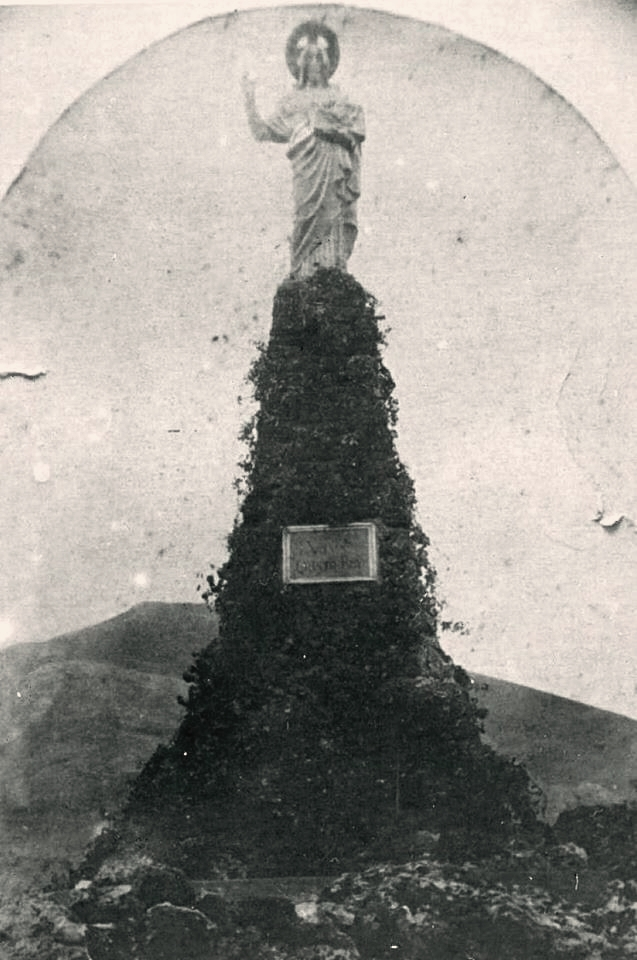
Ángel García Díaz, Monumento al Sagrado Corazón de Jesús, Valdepeñas de Jaén, 1928

Algunas de las obras en Madrid se hicieron para algunos de los arquitectos madrileños de la época.
- Estatuas de Jesús Salvador del altar mayor para el arquitecto Fernando Arbós en la Iglesia de San Manuel y San Benito, en la calle de Alcalá.
- Algunas figuras de la capilla del colegio de Nuestra Señora de las Delicias en el nº 67 del paseo de las Delicias.
- En la restauración del puente de la Reina Victoria realizando las figuras de los osos.
- En la decoración de la Casa de Socorro Municipal del Distrito Centro del arquitecto Julio Martínez-Zapata (calle de las Navas de Tolosa 10 esquina Ternera nº 2.), realizando la fachada alegórica de la promotora Josefa Claudia Artieda.
- Los detalles figurativos y alegóricos del Palacio de Comunicaciones para Antonio Palacios.
- Las cariátides de la entrada, y otros elementos decorativos de Banco Río de la Plata.
- Fue encargado de la segunda restauración de la Fuente de la Fama.
- Algunas de las ornamentaciones del edificio la Adriática en la Plaza de Callao.
- La elegante escalera del Casino de Madrid, en Alcalá nº 15, para el arquitecto José López Sallaberry.
- Conjunto funerario para los restos de la condesa de la Vega del Pozo.
- Monumento al Sagrado Corazón de Jesús en Béjar, 1928
- Monumento al Sagrado Corazón de Jesús, en Valdepeñas de Jaén, 1928.
- Busto del doctor Jaime Vera colocado en la fachada del colegio del mismo nombre, 1930.[2]